# Мала Горка (Нюксенський район)
Мала Го́рка (рос. Малая Горка) — присілок у складі Нюксенського району Вологодської області, Росія. Входить до складу Городищенського сільського поселення.

## Населення
Населення — 36 осіб (2010; 57 у 2002).
Національний склад (станом на 2002 рік):
- росіяни — 100 %